# Gouvernement Rangell
République de Finlande
Ryti II  Linkomies 
Le gouvernement Rangell est le 25ème gouvernement de la République de Finlande, qui a siégé 791 jours du 4 janvier 1941 au 5 mars 1943.

## Composition
| Ministre                                                                    | Période                                                   | Parti       | Parti |
| --------------------------------------------------------------------------- | --------------------------------------------------------- | ----------- | ----- |
| Premier ministre Jukka Rangell                                              | 4.1.1941–5.3.1943                                         | EP          |       |
| Ministre des Affaires étrangères Rolf Witting                               | 4.1.1941–5.3.1943                                         | RKP         |       |
| Vice-Ministre des Affaires étrangères Henrik Ramsay                         | 14.11.1941–5.3.1943                                       | RKP         |       |
| Ministre de la Justice Oskari Lehtonen                                      | 4.1.1941–5.3.1943                                         | Kok         |       |
| Vice-Ministre de l'Intérieur Ernst von Born Toivo Horelli                   | 4.1.1941–13.5.1941 13.5.1941–5.3.1943                     | RKP Kok     |       |
| Ministre de la Défense Karl Rudolf Walden                                   | 4.1.1941–5.3.1943                                         | amm.        |       |
| Ministre des Finances Mauno Pekkala Väinö Tanner                            | 4.1.1941–22.5.1942 22.5.1942–5.3.1943                     | SDP         |       |
| Vice-Ministre des Finances Juho Koivisto                                    | 4.1.1941–5.3.1943                                         | ML          |       |
| Ministre de l'Éducation Antti Kukkonen                                      | 4.1.1941–5.3.1943                                         | ML          |       |
| Ministre de l'agriculture Viljami Kalliokoski                               | 4.1.1941–5.3.1943                                         | ML          |       |
| Vice-Ministre de l'agriculture Toivo Ikonen                                 | 4.1.1941–5.3.1943                                         | ML          |       |
| Ministre des Transports et des Travaux publics Väinö Salovaara              | 4.1.1941–5.3.1943                                         | SDP         |       |
| Vice-Ministre des Transports et des Travaux publics Vilho Annala            | 4.1.1941–5.3.1943                                         | IKL         |       |
| Ministre du Commerce et de l'Industrie Toivo Salmio Väinö Tanner Uuno Takki | 4.1.1941–3.7.1941 3.7.1941–22.5.1942 22.5.1942–5.3.1943   | SDP         |       |
| Ministre des Affaires sociales Karl-August Fagerholm                        | 4.1.1941–5.3.1943                                         | SDP         |       |
| Ministre du Bien-être public Väinö Kotilainen Atte Arola Henrik Ramsay      | 4.1.1941–16.4.1941 16.4.1941–3.7.1942 3.7.1942–5.3.1943   | amm. ML RKP |       |
| Vice-Ministre du Bien-être public Henrik Ramsay Siivo Kantala Toivo Ikonen  | 29.10.1941–3.7.1942 3.7.1942–5.3.1943 13.11.1942–5.3.1943 | RKP ML      |       |